# 奥农
奥农，是主要使用于挪威的挪威語男性名。以下知名人物使用此名：
- 本特·奥农·拉姆斯菲耶尔（1967年11月30日－），挪威男子冰壶运动员。
- 奥农·比约恩松·贝拉尔（英语：Aanund Bjørnsson Berdal）（1888年4月4日－1981年4月4日），挪威工程师。
- 奥农·许兰（1949年10月19日），挪威数学家、社会科学家。